# 김철범
김철범(1994년 7월 16일 ~ )은 조선민주주의인민공화국의 축구 선수이다. 포지션은 수비수이며 현재 4.25체육단소속이다.